# Liverpool en la Copa Libertadores Sub-20 de 2016
Liverpool Fútbol Club fue uno de los 12 equipos participantes en la Copa Libertadores Sub-20 de 2016, torneo que se llevó a cabo entre el 30 de enero y el 14 de febrero de 2016 en Paraguay.
Los negriazules, tuvieron un gran 2015 en la categoría sub-19, ya que ganaron el Torneo Apertura, el Clausura y por lo tanto el Campeonato Uruguayo. Lo que les permitió clasificar a la Libertadores Sub-20 del año siguiente.
El 15 de enero de 2016, se realizó el sorteo para definir los grupos, Liverpool quedó emparejado en el Grupo A junto con Cerro Porteño, Bolívar y Lanús.

## Jugadores
Los 20 jugadores, fueron seleccionados en su mayoría, los que fueron parte del título del Campeonato Uruguayo sub-19 del 2015.
Algunos jugadores elegidos, ya acumulaban minutos en Primera División, como Facundo Mallo, Emmanuel González, John Pintos, Jonathan Silveira, Rodrigo Rodríguez, Cristian Sención y Nicolás De La Cruz. Otros jugadores como Lentinelly, Ramírez y Romero, fueron ascendidos a principios de enero al plantel absoluto de Liverpool.
Datos correspondientes a la situación previa al torneo.

## Participación
El 28 de enero de 2016, el plantel viajó desde Carrasco hasta Paraguay. Cristian Sención fue elegido capitán del equipo.

### Fase de grupos
Debutaron en la competición internacional el 30 de enero, jugaron contra uno de los locales, Cerro Porteño, el partido comenzó complicado para los uruguayos, ya que al minuto 3 Ronaldo Martínez anotó el primer gol, pero de inmediato Liverpool reaccionó y Nicolás De La Cruz empató el partido a los 15 minutos. Ya en el segundo tiempo, apareció el goleador del club, Juan Ignacio Ramírez, al minuto 78 sentenció el 2 a 1 final.
El segundo partido, ya en Asunción, fue contra Lanús, comenzó parejo pero al minuto 38, los argentinos anotaron el primer gol, y al comienzo del segundo tiempo, al minuto 49, estiraron la ventaja, fue un encuentro con un total de 10 amonestaciones, 4 para Liverpool y 6 para Lanús, finalmente al minuto 91 los granates anotaron un tercer gol y sentenciaron el 3 a 0.
Jugaron contra Bolívar, el 5 de febrero, los uruguayos necesitaban un triunfo y esperar para saber si clasificaban a la siguiente fase. Liverpool dominó de principio a fin, no perdonó al campeón de Bolivia y ganaron 12 a 0. Tanto De La Cruz como Ramírez se llevaron una pelota, porque anotaron un triplete. Fue un partido histórico en la Libertadores Sub-20, la mayor goleada de la competición.
A segunda hora, jugó Lanús contra Cerro Porteño, los argentinos comenzaron ganando, pero los paraguayos remontaron el partido y lograron el triunfo por 3 a 1. Lo que ubicó a Liverpool como primero del grupo por diferencia de goles, fue el primer equipo clasificado a las semifinales. Lanús quedó en segundo lugar, y Cerro Porteño fue eliminado a pesar del triunfo por la diferencia de goles.

#### Fecha 1
| 30 de enero de 2016, 20:30 | Cerro Porteño | 1:2 (1:1) | Liverpool                    | Estadio Feliciano Cáceres, Luque |                              |
|                            | Martínez 3'   | Reporte   | 15' De La Cruz · 78' Ramírez | Árbitro(s): Anderson Daronco     | Árbitro(s): Anderson Daronco |

#### Fecha 2
| 2 de febrero de 2016, 18:00 | Liverpool | 0:3 (0:1) | Lanús                                  | Estadio Defensores del Chaco, Asunción |                          |
|                             |           | Reporte   | 38' Ochoa · 56' Ramírez · 90+1' Maciel | Árbitro(s): Jorge Osorio               | Árbitro(s): Jorge Osorio |

#### Fecha 3
| 5 de febrero de 2016, 18:00 | Bolívar | 0:12 (0:5) | Liverpool | Estadio Defensores del Chaco, Asunción |                              |
|                             |         | Reporte    | 15' Machado · 19' 57' P. González · 20' 21' 64'De La Cruz · 36' (pen.) Sención · 52' Pintos · 59' 66' 74' Ramírez · 76' Silveira | Árbitro(s): Jesús Valenzuela           | Árbitro(s): Jesús Valenzuela |

| Equipo        | Pts | PJ | PG | PE | PP | GF | GC | Dif |
| ------------- | --- | -- | -- | -- | -- | -- | -- | --- |
| Liverpool     | 6   | 3  | 2  | 0  | 1  | 14 | 4  | +10 |
| Lanús         | 6   | 3  | 2  | 0  | 1  | 6  | 3  | +3  |
| Cerro Porteño | 6   | 3  | 2  | 0  | 1  | 7  | 5  | +2  |
| Bolívar       | 0   | 3  | 0  | 0  | 3  | 2  | 17 | -15 |

|  | Clasificado para semifinales |

### Fase final

#### Semifinal
El 7 de febrero, se definió el rival de Liverpool, resultó el campeón de Colombia, Cortuluá. La otra llave semifinal, emparejó a São Paulo y Lanús, que resultó ser el mejor segundo.
Jugaron la primera semifinal el 11 de febrero, en la cancha de Olimpia, Liverpool y Cortuluá disputaron un encuentro parejo, en el que no se sacaron ventajas y terminó 0 a 0 en los 90 minutos. Fueron a una definición por penales, para determinar el equipo para la final y tercer puesto, los uruguayos fueron eficaces al 100% y los colombianos fallaron el séptimo penal, por lo que Liverpool resultó vencedor por 7 a 6. El partido fue televisado por la cadena Fox Sports.
Luego, se jugó la segunda semifinal, entre São Paulo y Lanús, los argentinos comenzaron ganando 2 a 0, pero el campeón de Brasil revirtió el marcador adverso y ganaron 3 a 2.
| 11 de febrero de 2016, 18:00 | Liverpool                                                                   | 0:0 (7:6 p.)               | Cortuluá                                                          | Estadio Manuel Ferreira, Asunción |  |
|                              |                                                                             |                            |                                                                   | Árbitro(s): Jorge Osorio          |  |
|                              |                                                                             | Tiros desde el punto penal |                                                                   |                                   |  |
|                              | Sención · De La Cruz · Laport · Rodríguez · P. González · Ramírez · Machado |                            | Millán · Bolaños · Batalla · Buritica · Rojas · Rodríguez · López |                                   |  |

#### Final
| 14 de febrero de 2016, 20:15 | Liverpool | 0:1 (0:0) | São Paulo     | Estadio Dr. Nicolás Leoz, Asunción |                              |
|                              |           | Reporte   | 84' Fernandes | Árbitro(s): Jesús Valenzuela       | Árbitro(s): Jesús Valenzuela |

## Estadísticas

### Generales
| Pts | PJ | PG | PE | PP | GF | GC | Dif | Resultado  |
| --- | -- | -- | -- | -- | -- | -- | --- | ---------- |
| 7   | 5  | 2  | 1  | 2  | 14 | 5  | +9  | Subcampeón |